# El Pobo de Dueñas
El Pobo de Dueñas är en ort i Spanien.   Den ligger i provinsen Provincia de Guadalajara och regionen Kastilien-La Mancha, i den centrala delen av landet, 180 km öster om huvudstaden Madrid. El Pobo de Dueñas ligger 1 262 meter över havet och antalet invånare är 148.
Terrängen runt El Pobo de Dueñas är varierad, och sluttar norrut. Runt El Pobo de Dueñas är det mycket glesbefolkat, med 3 invånare per kvadratkilometer. Närmaste större samhälle är Ojos Negros, 13,4 km öster om El Pobo de Dueñas. Omgivningarna runt El Pobo de Dueñas är i huvudsak ett öppet busklandskap.